# Chartreuse de Buxheim

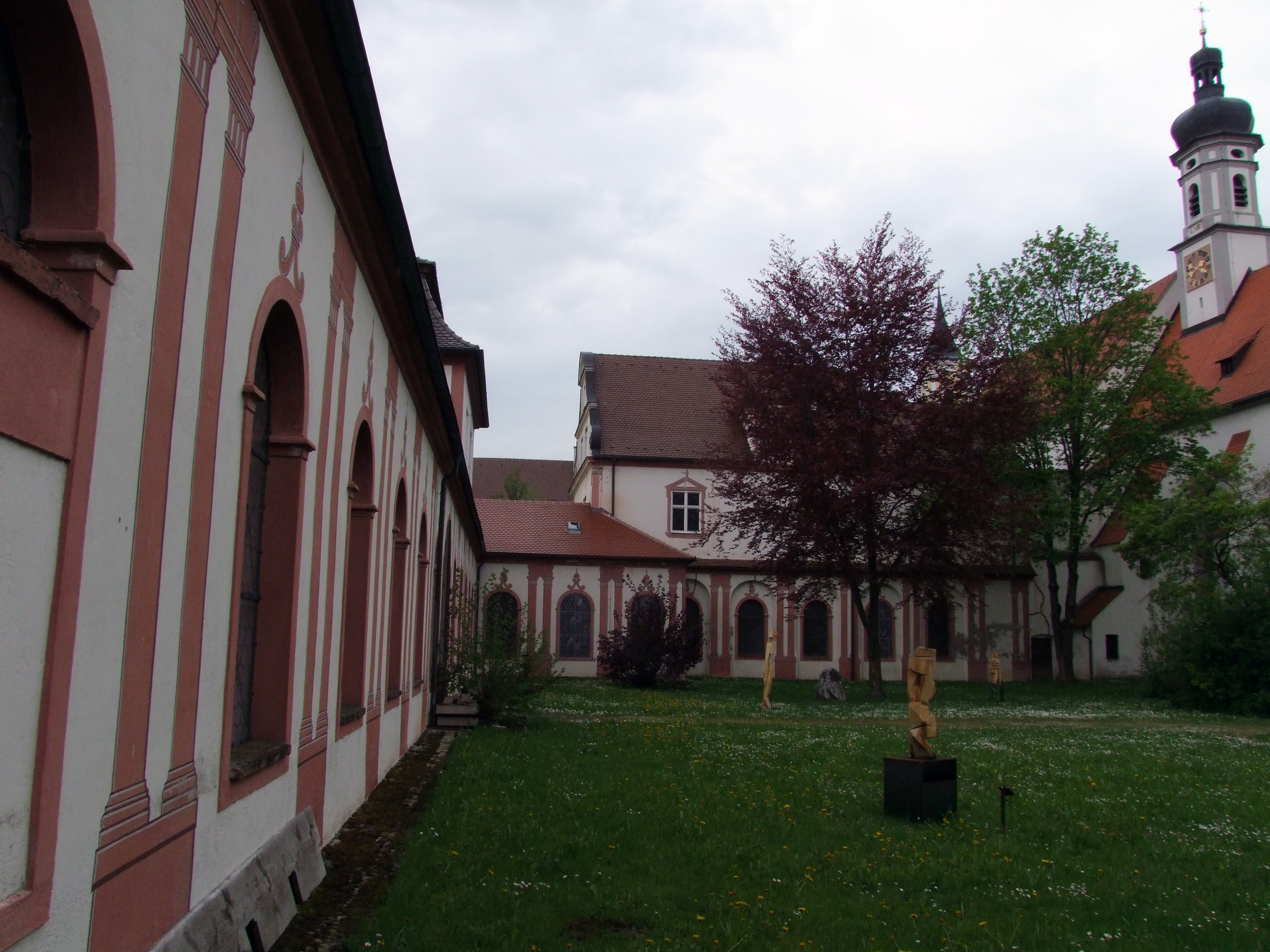
Cour du couvent

La chartreuse de Buxheim est un ancien couvent de chartreux, aujourd’hui siège des Salésiens de Don Bosco. Il se trouve à Buxheim en Souabe, près de Memmingen (Bavière) et fait partie du diocèse d’Augsbourg. L’établissement religieux, fondé vers 1100 à des fins d’instruction, a passé en 1402 aux chartreux, devenant le couvent Maria Saal, et a été utilisé comme tel jusqu’en 1812. À partir de 1548, c'était la seule chartreuse d’obédience impériale dans le cadre du Saint-Empire romain germanique.
Les bâtiments conventuels, dont la célèbre église Sainte-Marie, sont très largement conservés. Aujourd’hui, certaines parties abritent le Musée allemand des chartreuses, d’autres, avec le gymnase attenant, sont utilisées par les Salésiens comme internat et école de jour. Dans l’église, les stalles de Buxheim passent pour l’un des chefs-d’œuvre de l’art baroque.

## Histoire

Armoiries de la chartreuse impériale de Buxheim

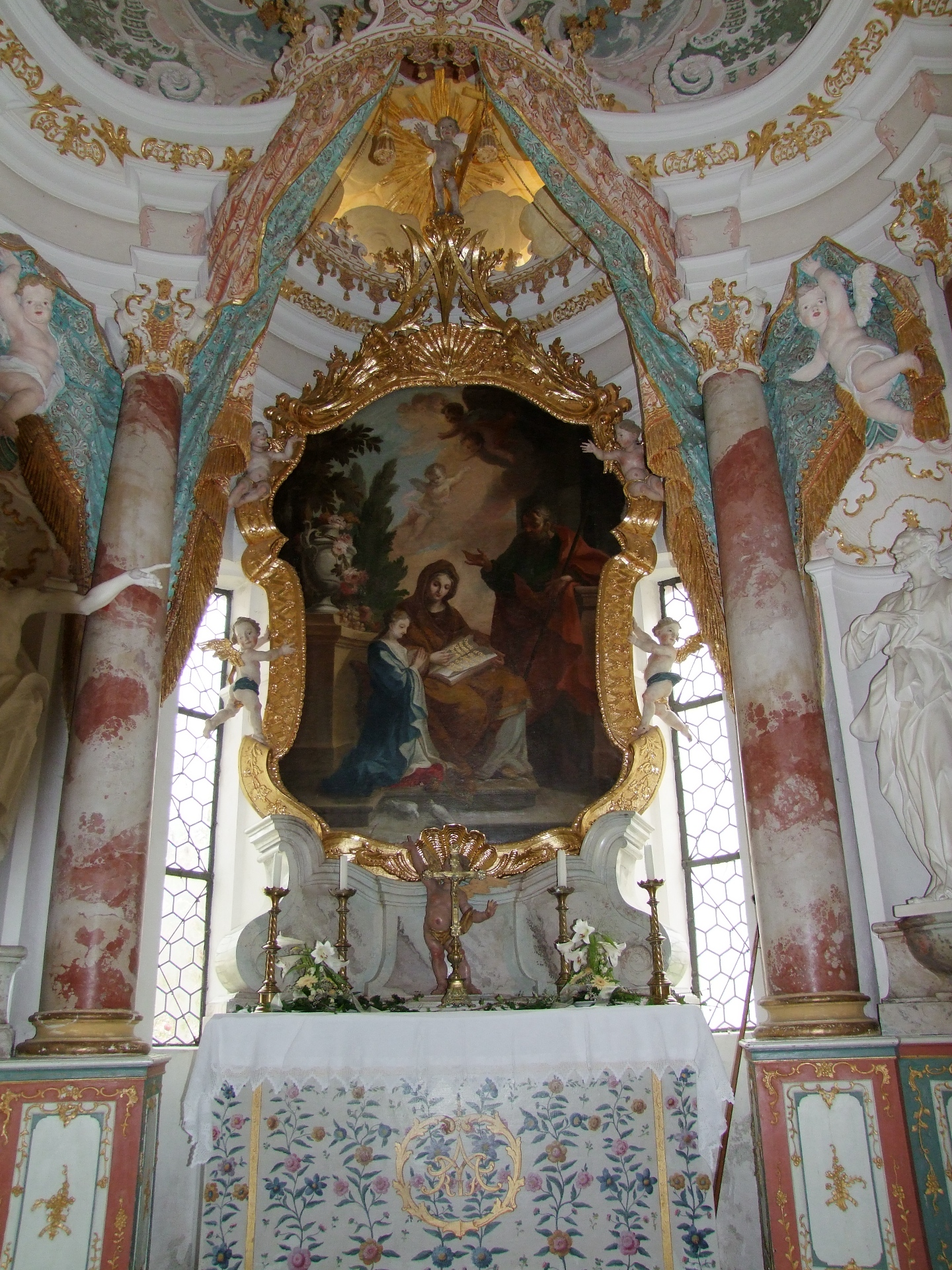
Chapelle Sainte-Anne, par Dominique Zimmermann

La localité a été fondée vers le VIIe siècle par les Alamans qui lui donnent le nom de Bux, appellation celtique du cours d’eau voisin, affluent de l’Iller. Au Xe siècle, Luitgard, sans doute sœur de l’évêque Ulrich d'Augsbourg, donne le site à la cathédrale Notre-Dame d'Augsbourg. La donation était liée à l’obligation de créer à Buxheim un séminaire de prêtres, vœu réalisé vers 1100.
En 1402, le doyen Heinrich von Ellerbach cède ce doyenné économiquement faible, à la limite du minimum vital, aux chartreux. La Grande Chartreuse, où se trouvait la direction de l’ordre, donne au couvent le nom de Maria Saal et le dote du village attenant, peuplé d’environ 250 habitants. Peu à peu, cette institution, détentrice de nombreux biens fonciers, est devenue le principal employeur de la population. Les troubles de la guerre des Paysans allemands (1524-1525) ont pour conséquence le premier pillage du couvent, jusque-là un refuge coupé du monde extérieur. Les religieux abandonnent leur chartreuse, à l’exception de deux moines et deux frères lais qui vivent encore en 1543 dans ce vaste ensemble.

## La Réforme
Le couvent se trouve alors sous la protection de Memmingen, ville libre d’Empire. La ville, avec le prieur de Buxheim, en détient la basse justice. Dans le cadre de la guerre de Schmalkalden (1546-1547), Memmingen, devenue protestante, occupe le couvent et interdit la célébration de la messe, ainsi que les prières liturgiques et le port de vêtements religieux. Une autre contrainte réformée consiste en l’obligation d’assister aux prêches protestants. Mais l’année suivante déjà, la ville doit renoncer à ces exigences. À la Diète d’Augsbourg, en 1548, le prieur Dietrich Loher obtient le statut de prélat relevant directement de l’empereur. L'empereur Ferdinand place le couvent sous la protection de la Maison de Habsbourg et du Saint-Empire romain germanique.

## Sécularisation
Jusqu’en 1802, Buxheim était la seule chartreuse d’obédience impériale. En 1803, le couvent passe à la famille des comtes d’Ostein, qui laissent provisoirement subsister le couvent, mais n’acceptent plus de novices. Le dernier moine meurt en 1860. En 1809, le couvent passe par héritage au comte Waldbott von Bassenheim qui utilise les bâtiments comme château et résidence particulière. Durant la Seconde Guerre mondiale, une partie de l’établissement est réquisitionnée par l’état-major du Reichsleiter NSDAP Alfred Rosenberg et l’on y entrepose des œuvres d’art spoliées. En 1947, les Salésiens y ouvrent un internat, le Marianum de Buxheim, qui se développe en 1964 en établissement gymnasial offrant un cursus complet.

## Description

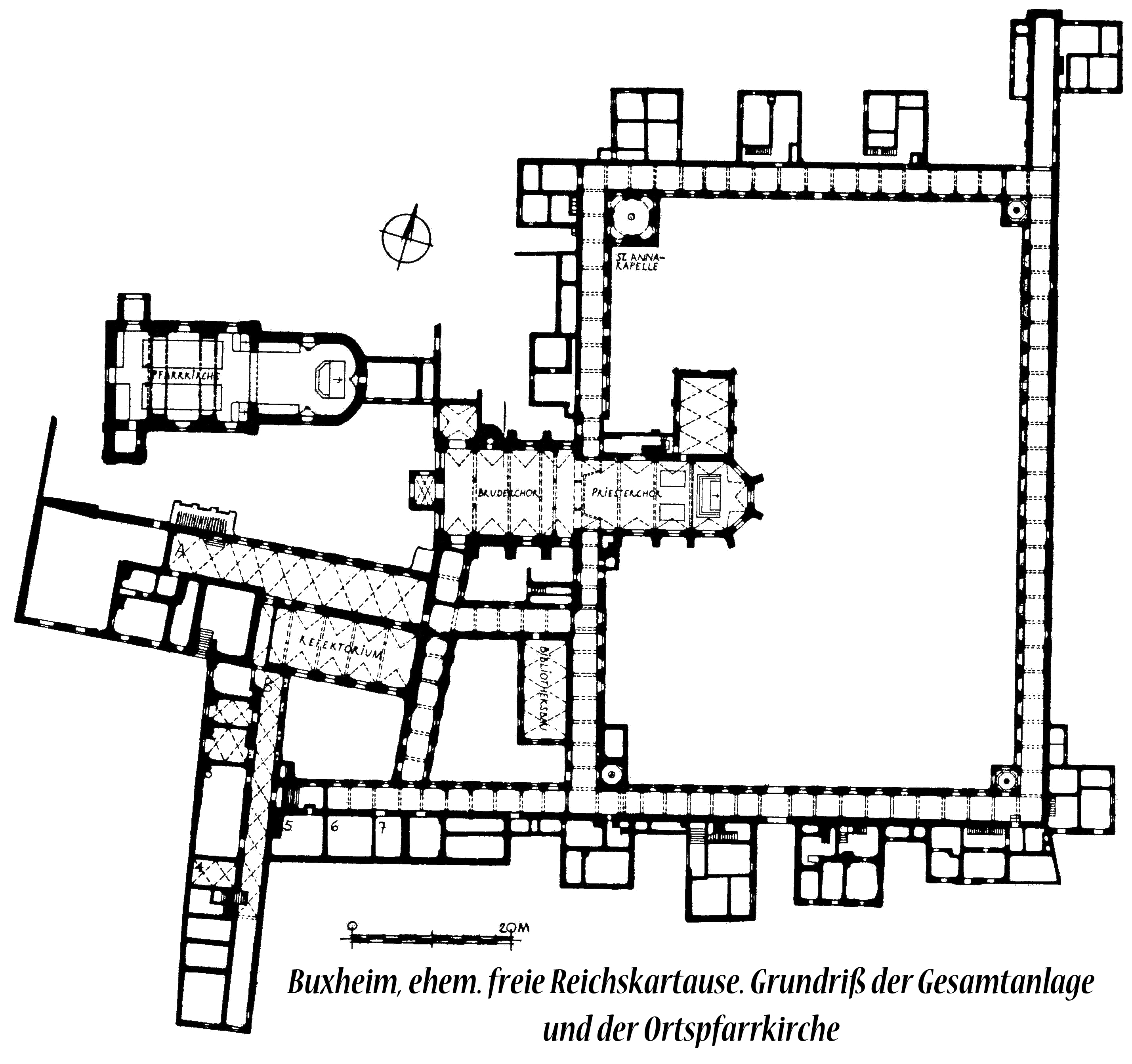
Plan actuel

### Bâtiments conventuels
Après la reprise du couvent par les chartreux, l’établissement prend un essor remarquable. Vers le milieu du XVe siècle, la vieille église collégiale est agrandie, et jusqu’en 1516 les moines font construire vingt-deux maisonnettes (dites cellules) de chartreux disposées tout autour du cloître. Une partie des installations médiévales est transformée dans le style baroque par les frères Zimmermann, de Wessobrunn. Dominikus Zimmermann et Johann Baptist Zimmermann réalisent avant 1713 l’église conventuelle, le réfectoire et le cloître, construisent en 1727 l’église paroissiale voisine, ainsi que, entre 1738 et 1741, la chapelle Saint-Anne dans le promenoir du cloître. Le couvent possédait également plusieurs bâtiments d’exploitation et des étangs de pisciculture.

### Église conventuelle
L’église Sainte-Marie est de style baroque. Le chœur liturgique a été construit sans doute au XIIIe siècle, celui des moines agrandi en 1450. Les stalles, sculptées par Ignaz Waibl entre 1687 et 1691, constituent un trésor culturel de premier plan. La baroquisation de l’édifice a eu lieu entre 1709 et 1711, par les frères Zimmermann. Après la sécularisation, le chœur a servi d’église funéraire aux comtes de Bassenheim. L’État de Bavière acquiert en 1916 l’église, dont les Salésiens de Don Bosco obtiennent en 1955 le droit d’usage, entreprenant d’importantes transformations. Avec le retour des stalles dans les années 1980, ont commencé les restaurations.

## Recteurs et prieurs de la chartreuse
- 1403–1406 Ludovicus Verwig, recteur fondateur
- 1406–1410 Ludovicus Verwig, prieur
- 1410–1413 Joannes
- 1413–1423 Martinus
- 1423–1427 Fridericus
- 1427–1436 Michael Hartritt d’Augsbourg
- 1436–1439 Nicolaus de Giengen an der Brenz (première période)
- 1439–1442 Albert (Humel) Harhusen
- 1442–1465 Nicolaus de Giengen an der Brenz (seconde période)
- 1465–1467 Joannes Rock de Rottenburg
- 1467–1470 Bartholomaeus
- 1470–1471 Guntherus Molitor d'Urach
- 1471–1477 Joannes Egen de Weingarten
- 1477–1481 Michael Schreppler
- 1481–1486 Udalricus Eckardt
- 1486–1489 Jodocus Wiedenmann de Memmingen (première période)
- 1489–1492 Petrus Luz
- 1492–1494 Jodocus Wiedenmann de Memmingen (seconde période)
- 1495 Joannes Mickel d’Augsbourg
- 1495–1497 Joannes Fabri
- 1497–1499 Henricus Gans de Winterthour
- 1499–1500 Balthasar Brügel de Nördlingen
- 1500–1501 Joannes Mosch
- 1501–1502 Gregor Reisch de Balingen
- 1502–1507 Jacobus Louber (Lauber) de Lindau
- 1507–1510 Benedictus Eichel
- 1510–1516 Conradus Franckenberger de Fritzlar
- 1516–1535 Gregorius Mentelin
- 1535 Sebastianus Keger, recteur
- 1535–1543 Thilemannus Mosenus
- 1543–1554 Dietrich Loher
- 1554–1555 Gerardus Bonn (Bohen) de Ruremonde
- 1555–1556 Georgius Eberhardi de Heusenstamm
- 1556–1557 Franciscus Hernich, recteur (première période)
- 1557–1558 Leonardus Fabri (Faber, Schmitt)
- 1558–1559 Franciscus Hernich, recteur (deuxième période)
- 1559–1564 Joannes Rolandus d'Alost
- 1564–1572 Franciscus Hernich, prieur (troisième période)
- 1571–1572 Adamus Forman d’Écosse, prieur nominal
- 1572–1575 Hugo Wilhelmus Tryphaeus (Bletz) (première période)
- 1575–1585 Caspar Schliederer de Lachen
- 1585–1588 Lucas Pomisius
- 1588 Melchior Stich d’Altdorf, recteur
- 1588–1600 Hugo Wilhelmus Tryphaeus (Bletz) (seconde période)
- 1600–1606 Hugo Theveninus Edler de Bar de Saint-Dié
- 1606–1610 Benedictus Strambacher de Wallerstein
- 1610–1628 Bernardus Klump d'Überlingen
- 1628–1666 Petrus Kalt de Constance
- 1666–1677 Petrus von Schneit de Cologne
- 1677–1678 Laurentius Fendrich de Molsheim

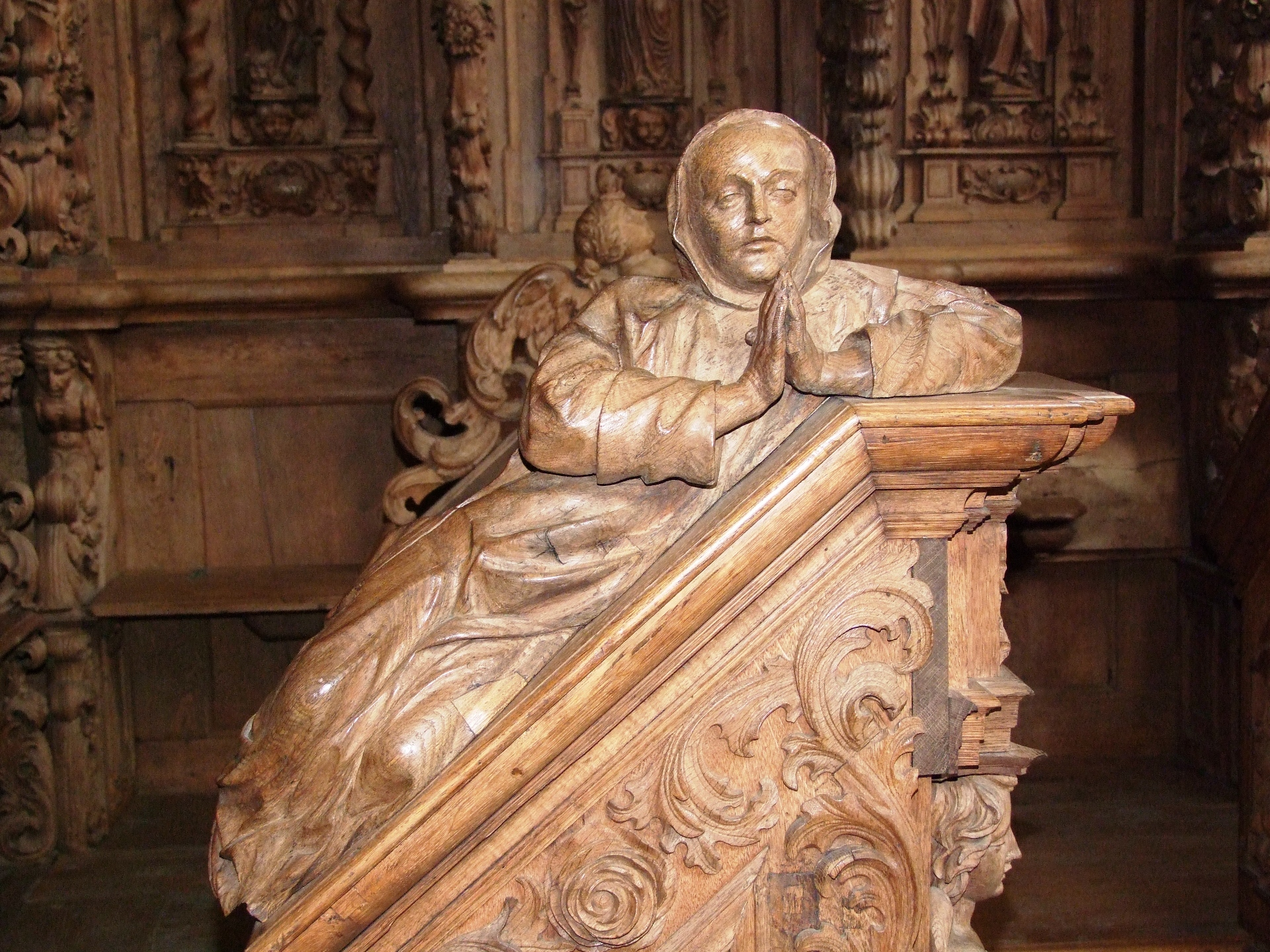
Chartreux priant dans les stalles baroques sculptées par Ignaz Waibl

- 1678–1693 Johannes Bilstein de Cologne
- 1693–1711 Georgius Gottsauer
- 1711–1721 Petrus Leickard de Wurtzbourg
- 1721–1743 Georgius Stock de Hainert (de)
- 1743–1760 Hieronymus Krafft de Dellmensingen (de)
- 1760–1806 Hieronymus  Pfeiffer de Binsfeld
- 1806–1811 Joseph Lipburger d’Andelsbuch
- 1811–1812 Romualdus Geiger d’Ottobeuren, prévôt